# 艾爾蒙地
艾爾蒙地 （El Monte），又譯為「愛滿地」，是美国加利福尼亚州洛杉磯郡的一個城市。2000年人口115,965人。

## 教育
艾爾蒙地高中學區有高中.

## 姐妹城市
- 中華民國永康區
- 法國馬爾克-昂巴勒爾
- 墨西哥薩莫拉